# Сіомара Асеведо
Сіомара Асеведо — колумбійська активістка, яка виступає з інформацією про зміну клімату. Будучи засновником і генеральним директором неурядової організації Barranquilla +20, вона виступала за включення голосів жінок і молодих людей до руху кліматичної справедливості.

## Кар'єра
Асеведо заснувала Barranquilla +20 у 2012 році, а з 2022 року обіймає посаду генерального директора організації.   Barranquilla +20 — це молодіжна неурядова організація, яка бере участь в  рухах та акціях за клімат та захисті навколишнього середовища в Барранкільї та по всій Латинській Америці. 
У 2014 році Асеведо була співзасновником мережі «El Orinoco se adapta» (Ориноко адаптується), яка використовує гендерний підхід до вирішення та адаптації до зміни клімату в природному регіоні Орінокія .
У 2015 році Асеведо працювала у Всесвітньому фонді дикої природи в Парагваї.
З 2016 по 2019 рік Асеведо працювала експертом зі зміни клімату в муніципалітеті Наріньо, що у Колумбії, координуючи політику щодо зміни клімату. 
У 2021 році Асеведо взяла участь у Конференції ООН зі зміни клімату 2021 року (COP26), де виступала у частині «Жінки та ґендер». Вона висловлювалась за важливість прав жінок у досягненні кліматичної справедливості.
Асеведо керує проектом «Жінки заради кліматичної справедливості» (проєкт «Барранкілья +20»), ініціативою 2021 року, яка акцентує увагу на кліматичних лідерствах молодих жінок з усієї Колумбії.   Барранкілья +20  була нагороджена $50 000 за проєкт від Фонду Білла і Мелінди Гейтс у 2021 році.
 

## Особисте життя
Асеведо родом із Барранкільї, що в Колумбії.  
Асеведо закінчила Університет дель Норте у Колумбії, де отримала ступінь з міжнародних відносин за спеціалізацією міжнародного права.  Асеведо відвідувала Франкфуртську школу фінансів та менеджменту, де вивчала кліматичні фінанси. 